# ヘルムート・リリング
ヘルムート・リリング（ドイツ語: Helmuth Rilling, 1933年5月29日 - ）は、ドイツの合唱指揮者・音楽教育者。

## 経歴
シュトゥットガルトの音楽家の家庭に生まれる。祖父は牧師で、母親が特に信心深かったのは、同じ出身の作曲家ヘルムート・ラッヘンマンにかなり似ている。ヴュルテンベルクのプロテスタントの神学校で早期教育を受ける。1952年から1955年までシュトゥットガルト音楽大学で学校音楽教育、オルガン・作曲・合唱指揮を学ぶ。ローマのバチカンでフェルナンド・ジェルマーニに2年間師事し、シエナのキジアーナ音楽院にも学び、その後彼のオルガンのアシスタントを10年間続けている。
まだ在学中の1954年に、最初の自前の合唱団ゲッヒンガー・カントライ（Gächinger Kantorei）を設立する。1957年に、シュトゥットガルト記念教会（Stuttgart Gedächtniskirche）オルガニストならびに楽長として1998年に教会音楽家を定年退職するまで活動開始。1963年から1966年まで、オルガンや合唱指揮を指導する傍ら、シュパンダウ合唱団を育成した。
1967年にニューヨークでレナード・バーンスタインに師事。同年フランクフルト州立音楽大学の合唱指揮の教授に任命され、1985年まで同校で教鞭を執る。1969年にフランクフルト合唱団の指揮者に就任。1965年からシュトゥットガルト・バッハ・コレギウムを設立。同団体は必ずゲッヒンガー・カントライとも共演しており、リリングは両団体と幅広く演奏旅行を行なっていて、日本にも数回以上来日し、講習会などを通じて多くの教え子を持つ。
リリングはバッハの専門家として世界的に知られる。リリングはバッハの合唱曲を全曲録音した最初の人物であり、170点以上にのぼるCDに1000曲以上が収録されている。古典派やロマン派の、管弦楽伴奏つき合唱曲の専門家としても評価が高く、ブラームス作品などのレパートリーがある。1988年には、再発見されたばかりの《ロッシーニのためのレクイエム》を世界初演し、録音した。長らく現代楽器による現代奏法による素朴でオーソドックスな音楽作りであったが、2000年代になってからはガーディナーやノリントンの古楽の奏法をようやく受け入れ、以後それに従って演奏解釈を実践している。
現代音楽は、シュトゥットガルトのバッハ・アカデミーが主催する初秋の「ヨーロッパ音楽祭」への委嘱作品として、湯浅譲二らを含む世界の14名の作曲家が出演した「和解のレクイエム」が最大であったが、決して現代音楽の専門家とは言えない。また、南北アメリカでも知名度があり、オレゴン・バッハ音楽祭の共同主宰者である。弟子が専任指揮者を務めるスペインのガリシア交響楽団の常任指揮者も務めている。ライプツィヒの国際バッハ協会の会長を務め、自ら委嘱した現代音楽の初演でさえも暗譜を自分に課し、弟子達にも同じ事を要求する厳しいレッスンで知られる。